# Der Untergang
Der Untergang (bra: A Queda! As Últimas Horas de Hitler; prt: A Queda - Hitler e o Fim do Terceiro Reich) é um filme de 2004 do gênero drama histórico e guerra dirigido por Oliver Hirschbiegel e produzido a partir de um roteiro do produtor Bernd Eichinger. O filme é estrelado por Bruno Ganz, Alexandra Maria Lara, Corinna Harfouch, Ulrich Matthes, Juliane Köhler, Heino Ferch, Christian Berkel, Matthias Habich e Thomas Kretschmann. O longa é ambientado durante a Batalha de Berlim na Segunda Guerra Mundial, quando a Alemanha está à beira da derrota e descreve os últimos dias de Adolf Hitler (interpretado por Ganz); é baseado nos livros Der Untergang: Hitler und das Ende des Dritten Reiches, do historiador Joachim Fest e Bis Zur Letzten Stunde, escrito pela ex-secretária particular de Hitler, Traudl Junge, dentre outros relatos de sobreviventes do período.
As gravações aconteceram de setembro a novembro de 2003 em Berlim, Munique e em São Petersburgo, na Rússia; para ser ambientado em torno do Führerbunker, Hirschbiegel usou relatos de testemunhas oculares, memórias de sobreviventes e outras fontes históricas durante a produção para reconstruir o visual e a atmosfera da Berlim dos anos 40.
O filme estreou no Festival de Cinema de Toronto em 14 de setembro de 2004 provocando polêmica na época de seu lançamento por retratar o lado humano de Hitler. Mais tarde, recebeu um amplo lançamento teatral na Alemanha, sob distribuição do próprio estúdio, a Constantin Film. O filme arrecadou mais de US$ 92 milhões, recebendo críticas favoráveis sendo indicado ao Oscar de melhor filme estrangeiro na septuagésima sétima cerimônia da Academia. Diversas cenas do filme, como a que Hitler discute fervorosamente com seus oficiais depois que Felix Steiner não obedece às suas ordens, geraram uma série de memes na internet.

## Enredo
Em novembro de 1942, um grupo de cinco moças é levado a Adolf Hitler, na Toca do Lobo, para a seleção de uma delas como secretária. Após ditar um texto para a primeira candidata, Hitler escolhe Traudl Junge para ser sua secretária particular. O filme avança até o aniversário de 56 anos de Hitler, no dia 20 de abril de 1945. Junge é acordada no Führerbunker pelo som da artilharia soviética. Mais tarde, os generais Wilhelm Burgdorf e Karl Koller confirmam para o ditador surpreso que o Exército Vermelho está a apenas 12 km do centro de Berlim. Depois, o Reichsführer-SS Heinrich Himmler e seu ajudante Hermann Fegelein imploram para que Hitler saia da cidade. Entretanto ele declara "eu os vencerei em Berlim ou enfrentarei minha queda". Himmler deixa Berlim com a intenção de negociar termos de rendição com os Aliados, sem o conhecimento de Hitler.
Enquanto isso, o Dr. Ernst Günther Schenck recebe ordens do Alto Comando para evacuar Berlim, como parte da Operação Clausewitz. Schenck pede a um general da SS para ficar e cuidar dos feridos e famintos. O general concorda. Schenck é encarregado pelo Brigadeführer Wilhelm Mohnke de levar todos os suprimentos médicos que ele consiga para a Chancelaria do Reich. Enquanto faz isso, Schenck e seu ajudante vão a um hospital para procurar suprimentos. Eles se aproximam de uma posição de tanque onde um comandante de panzer os informa que todos já sairam do hospital, advertindo-os a terem cuidado com as tropas russas na área. Dentro do hospital, Schenck encontra o porão cheio de pacientes idosos e enfermos. Após pegar todos os suprimentos disponíveis, Schenck e seu ajudante tentam, sem sucesso, impedir uma execução sumária de dois homens idosos pela Feldgendarmerie.
Em outra parte da cidade, um grupo da Juventude Hitlerista continua uma batalha sem esperança contra os tanques soviéticos. Peter, um menino do grupo, recusa o pedido do pai para desertar e sair da cidade. Mais tarde, a unidade de Peter recebe a Cruz de Ferro do próprio Hitler. Dentro do bunker, Hitler discute seu novo plano de terra queimada com seu arquiteto e amigo pessoal, Albert Speer. Speer implora por piedade para o povo alemão, dizendo que o plano de Hitler vai levá-los para a Idade Média. Hitler responde dizendo que o povo alemão se mostrou fraco e não merece sobreviver. Speer confessa que ele desobedeceu algumas vezes suas ordens, porém ele recebe permissão para sair da cidade. Eva Braun ignora os pedidos de Fegelein para deixar Berlim e faz uma festa para os habitantes do bunker na Chancelaria, porém a artilharia soviética termina com a festa.
No dia seguinte, o general Helmuth Weidling é erroneamente acusado de ordenar a retirada para o oeste e é chamado no bunker. Achando que vai ser executado, Weidling se explica para Burgdorf e Hans Krebs, apenas para descobrir para sua insatisfação, que ele fora nomeado Comandante da Defesa da Área de Berlim. Na sala de conferências do bunker, Hitler é informado sobre a desintegração das defesas de Berlim. Ele anuncia que o general da Waffen-SS Felix Steiner vai chegar logo e levar o Exército Vermelho para fora da cidade. Entretanto, ele é informado que Steiner não conseguiu mobilizar homens o suficiente. Visivelmente abatido, Hitler dispensa todos com a exceção de Joseph Goebbels, Martin Bormann e os Generais Wilhelm Keitel, Alfred Jodl, Krebs e Burgdorf.
Hitler fica furioso e grita com todos na sala, sendo ouvido por todos do lado de fora. Ele acusa a Wehrmacht de sabotá-lo desde o dia um. Ele grita que os soldados são todos covardes e traidores. Ele expressa arrependimento de não ter executado seus oficiais, como Joseph Stalin fez durante o Grande Expurgo. No final, entretanto, ele senta em sua cadeira e admite que a guerra está perdida, porém expressando que prefere morrer do que abandonar Berlim. Nesse tempo, Mohnke está lutando no front com suas tropas enquanto observa um grupo de civis voluntários correr para a morte no meio da rua. Ele pergunta a um de seus ajudantes sobre o relatório da situação. O oficial informa que os civis são membros da Volkssturm e estão sob comando direto de Goebbels. Aborrecido, Mohnke ordena que os membros da Volkssturm sejam retirados da rua, assumindo responsabilidade pela ação.
Mohnke retorna a Chancelaria para confrontar Goebbels sobre a Volkssturm. Goebbels está na sala de comunicações do bunker conversando com sua esposa Magda. Goebbels pede para ela trazer seus filhos para o bunker e para não trazer muitos brinquedos e pijamas, já que eles não são mais necessários. Mohnke fala para Goebbels que a Volkssturm são dispensáveis para os russos. Em resposta, Goebbels diz que sua crença na "vitória final" compensa sua falta de armas e experiência de combate. Mohnke diz que sem armas, suas mortes não tem sentido. Goebbels informa a Mohnke que ele não tem pena por eles, dizendo que "O povo alemão escolheu seu destino e agora suas pequenas gargantas estão sendo cortadas". O fisíco da SS, Ernst-Robert Grawitz, cujo pedido anterior para deixar Berlim havia sido negado, retorna a seu apartamento e mata a família e ele mesmo com uma granada. Mais tarde, Hitler, Braun, Junge e Gerda Christian discutem vários meios de suicídio, enquanto Krebs, Burgdorf e outros militares estão bebendo. Hitler propõe um tiro na boca, e Braun menciona cianeto. Hitler dá a Traudl e a Gerda uma cápsula de cianeto para cada uma. Braun e Magda Goebbels escrevem cartas de despedida. Eva para sua irmã Gretl Braun, e Magda para seu filho adulto, de outro casamento, Harald Quandt. As crianças soldados lutam nas ruas de Berlim, em vão. Peter testemunha a morte de seus companheiros e volta para casa com seus pais, para descobrir que eles foram mortos por esquadrões da morte.
Hitler perde a noção da realidade. Keitel recebe ordens para encontrar o Almirante Karl Dönitz, que Hitler acredita estar reunindo tropas no norte. Oberscharführer Rochus Misch, o operador de rádio de Hitler, recebe um telegrama de Hermann Göring, chefe da Luftwaffe e sucessor designado de Hitler. Bormann lê o telegrama para Hitler, no qual Göring pede permissão para assumir  o  comando do Reich e pede resposta para as 22:00, horário que ele assumirá o comando na falta de resposta. Walther Hewel tenta justificar as ações de Göring, porém Bormann e Goebbels declaram as ações de Göring como traição. Hitler ordena que Göring seja preso e removido de seu posto.
Hitler chama o General Robert Ritter von Greim e sua amante Hanna Reitsch no bunker. Ele nomeia von Greim como Comandante da Luftwaffe, ordenando que ele a reconstrua. Durante o jantar, Hitler recebe um relatório informando que Himmler tentou negociar um acordo de rendição com os Aliados. Traído por um homem que ele confiava, Hitler novamente é tomado pela raiva. Ele ordena que von Greim e Reitsch deixem Berlim, se encontrem com Dönitz, que Hitler está convencido  que está reunindo tropas para um grande ataque junto com o Marechal Albert Kesselring, para garantir que Himmler seja morto. Hitler deseja falar com Fegelein sobre a traição de Himmler, porém Fegelein desertou e planeja sair do país. Ele é achado em seu apartamento pelas tropas da SS e é preso. Apesar dos pedidos de Braun para poupar a vida de seu cunhado, Hitler o declara traidor. Fegelein é executado por um batalhão de tiro.
Weidling relata que os russos estão avançando por todos os lados. Não há soldados e suporte aéreo. Mohnke relata que o Exército Vermelho está a apenas 400 metros da Chancelaria do Reich e que as defesas podem segurar o avanço russo por mais um dia ou dois. Antes de sair, Hitler afirma a seus oficiais que o General Walther Wenck salvará a todos. Após sair da sala de conferência, Weidling pergunta aos outros generais se é realmente possível que Wenck ataque. Eles concordam que é impossível que Wenck tenha sucesso.
No dia seguinte, Hitler dita um testamento pessoal para Junge antes de se casar com Braun. Hitler ordena que Goebbels saia de Berlim, porém ele ignora as ordens. Quando o ajudante de Hitler, Otto Günsche, traz uma resposta de Keitel dizendo que Wenck entá cercado e não pode continuar o assalto em Berlim, Hitler afirma que ele nunca vai se render. Ele também proíbe todos os seus oficiais de se render sobre pena de execução. Ao sair da sala de conferência, Hitler manda que Günsche queime seu corpo junto com o de Eva Braun.
Braun dá um de seus melhores casacos a Junge e faz ela prometer que vai sair do bunker. Hitler faz sua última refeição em silêncio com Constanze Manziarly e suas secretárias. Ele se despede de todos no bunker e vai para seu quarto com Braun. Apesar de Magda implorar para que ele mude de ideia, Hitler diz que "amanhã, milhões de pessoas me amaldiçoarão, porém o destino tomou seu curso".
Hitler e Braun cometem suicídio no quarto. Seus corpos são carregados pelas escadas até a saída de emergência do bunker na superfície. Com gasolina eles são incinerados no jardim da Chancelaria fora do bunker. Da entrada do bunker, os oficiais fazem a última saudação nazista sobre as chamas. Krebs lidera uma pequena delegação até as linhas russas para negociar termos de rendição com o Tenente General Vasily Chuikov. Chuikov diz que os soviéticos aceitarão apenas uma rendição incondicional, porém Kerbs não tem autoridade para garantir os termos e volta para o bunker. Não conseguindo compreender um mundo sem o Nacional Socialismo, Joseph e Magda Goebbels envenenam seus seis filhos e deixam o bunker. Goebbls atira em sua esposa antes de atirar em si mesmo.
As pessoas que ainda estão no bunker concordam que eles precisam quebrar o cerco soviético. Krebs e Burgdorf cometem suicídio e o resto começa a evacuar. A maioria dos sobreviventes do bunker tentam fugir porém são mortos pela infantaria soviética. Weidling então transmite a todos os soldados e civis que o Führer está morto. Ele pede um cessar-fogo com o Chuikov, já que qualquer hora de batalha a mais apenas adiará o inevitável.
Enquanto isso, Schenck e Hewel ficam com Mohnke e o resto das tropas da SS, debatendo o que fazer quando as tropas soviéticas chegarem. Schenck tenta raciocinar com Hewel, que havia prometido a Hitler que ele cometeria suicídio. Quando as noticias de que Berlim se rendeu chegam, Hewel e outros oficiais de SS se matam, como prometido, para horror de Schenck.
No caos da queda da cidade, Junge consegue passar pelas linhas russas, escapando de Berlim com uma bicicleta junto com o menino soldado Peter. O destino dos sobreviventes é mostrado antes dos créditos finais.

## Elenco
- Bruno Ganz como Adolf Hitler
- Alexandra Maria Lara como Traudl Junge
- Corinna Harfouch como Magda Goebbels
- Ulrich Matthes como Dr. Paul Joseph Goebbels
- Juliane Köhler como Eva Braun
- Heino Ferch como Albert Speer
- Christian Berkel como Prof. Dr. Ernst-Günther Schenck
- Matthias Habich como Prof. Dr. Werner Haase
- Thomas Kretschmann como SS-Gruppenführer Hermann Fegelein
- Michael Mendl como General Helmuth Weidling
- André Hennicke como SS-Brigadeführer Wilhelm Mohnke
- Birgit Minichmayr como Gerda Christian
- Rolf Kanies como General Hans Krebs
- Justus von Dohnanyi como General Wilhelm Burgdorf
- Dieter Mann como Generalfeldmarschall Wilhelm Keitel
- Christian Redl como Generaloberst Alfred Jodl
- Götz Otto como SS-Hauptsturmführer Otto Günsche
- Ulrich Noethen como Reichsführer SS Heinrich Himmler
- Thomas Limpinsel como Heinz Linge
- Thomas Thieme como Martin Bormann
- Gerald Alexander Held como Walther Hewel
- Bettina Redlich como Constanze Manziarly
- Heinrich Schmieder como Rochus Misch
- Anna Thalbach como Hanna Reitsch
- Dietrich Hollinderbäumer como Robert Ritter von Greim
- Thorsten Krohn como Dr. Ludwig Stumpfegger
- Jürgen Tonkel como SS-Sturmbannführer Erich Kempka
- Christian Hoening como SS-Reichsarzt Dr. Ernst-Robert Grawitz
- Alexander Slastin como General Wassili Iwanowitsch Tschuikow
- Aline Sokar, Amelie Menges, Charlotte Stoiber, Gregory Borlein, Julia Bauer, Laura Borlein como os filhos de Goebbels
- Yelena Zelenskaya como Inge Dombrowski

## Produção

### Desenvolvimento
O produtor-roteirista Bernd Eichinger já planejava a realização de um filme sobre Hitler e o partido nazista durante cerca de vinte anos antes de Der Untergang, mas foi, a princípio, desencorajado devido a figura maléfica que Hitler apresenta. Depois de ler uma publicação sobre o livro do historiador Joachim Fest chamado Der Untergang: Hitler und das Ende des Dritten Reiches lançado em 2002, ele se inspirou nos textos acadêmicos de Fest e os incluiu no filme. Eichinger também baseou o filme nas memórias de Traudl Junge, uma das secretárias de Hitler, chamado Bis Zur Letzten Stunde, também publicado em 2002; ele ainda usou os livros Por Dentro do III Reich (1969), de Albert Speer, um dos oficiais nazistas de mais alto escalão que sobreviveu à guerra e que foi condenado a vinte anos de prisão pelo Julgamento de Nuremberg, Hitler's Last Days: An Eye-Witness Account (1973) de Gerhardt Boldt, Das Notlazarett unter der Reichskanzlei: Ein Arzt erlebt Hitlers Ende in Berlin (1995) do doutor Ernst Günther Schenck e Soldat: Reflections of a German Soldier, 1936-1949 (1992) de Siegfried Knappe para usar como referências para o roteiro.
Depois de completar o roteiro do filme, Eichinger o apresentou ao diretor Oliver Hirschbiegel, que inicialmente hesitou a dirigi-lo pois "reagiu à ideia do nazismo como um tabu" devido ao fato dele mesmo ser alemão; todavia concordou em liderar o projeto posteriormente. Hirschbiegel disse que os cineastas tentaram dar a Hitler uma personalidade tridimensional, dizendo à NBC: "Sabemos por todos que ele era um homem muito charmoso - um homem que conseguiu seduzir pessoas inteiras para realizar sua barbárie."

### Escolha do elenco

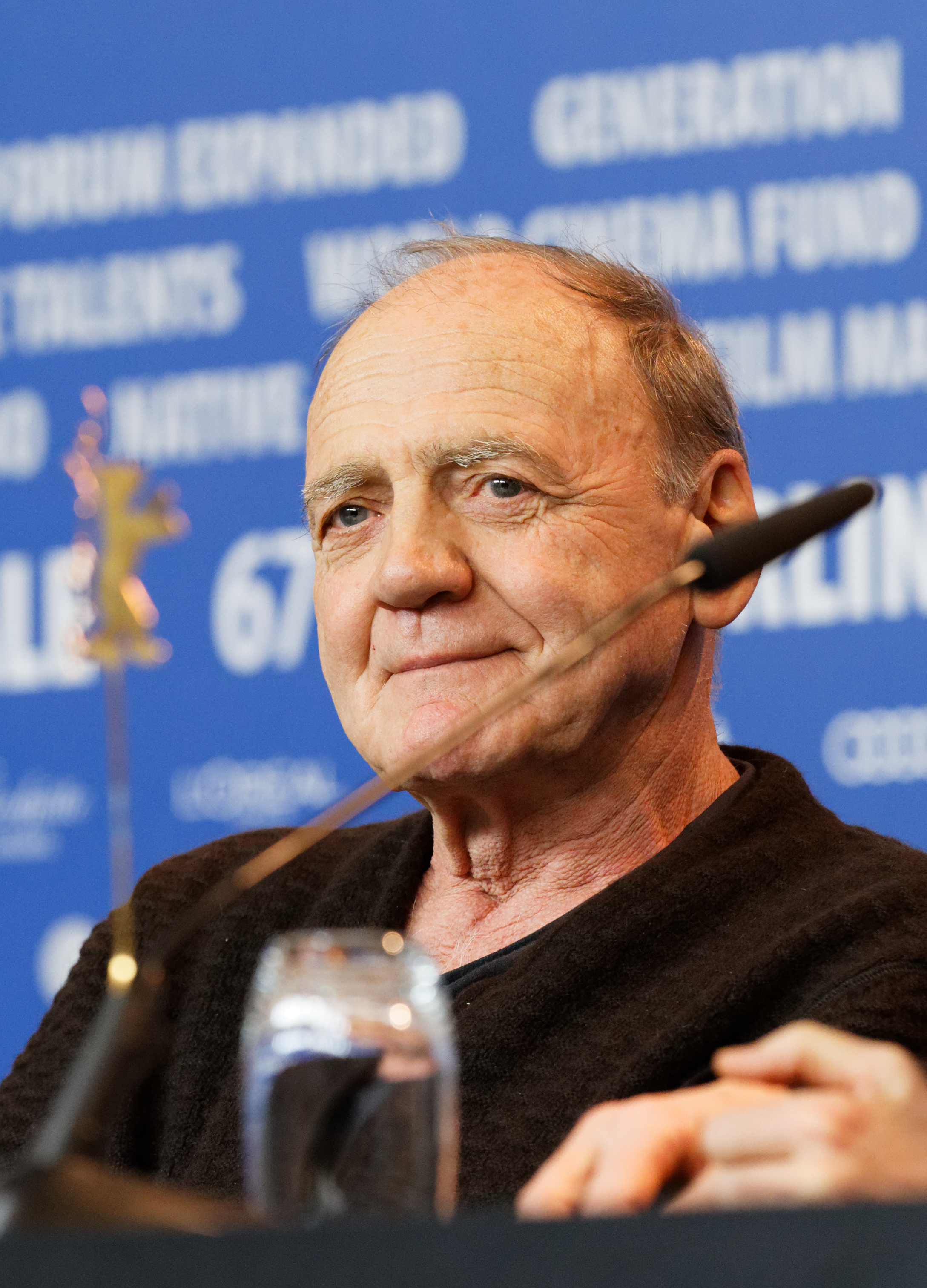
Bruno Ganz estudou um diálogo entre Hitler e Carl Gustaf Emil Mannerheim durante quatro meses para se preparar para seu papel.

Quando Bruno Ganz recebeu o papel de Adolf Hitler, ele relutou em aceitar devido à influências de pessoas próximas:
| “ | Eu tive algumas dúvidas quando me ofereceram o papel de Hitler em Der Untergang. Eu me perguntei se eu realmente queria me envolver com essa figura horrenda e terrível. Mas também foi uma tentação - o assunto tem um lado fascinante - então eu concordei. | ” |
|   | — Bruno Ganz, em entrevista ao jornal The Guardian. |   |

Para se preparar para o papel, Ganz conduziu quatro meses de pesquisa e estudou uma gravação de onze minutos de Hitler em uma conversa privada com o marechal de campo finlandês Carl Gustaf Emil Mannerheim para imitar corretamente a voz de conversação de Hitler e o dialeto austríaco. Ganz também se convenceu de que Hitler tinha Doença de Parkinson depois de vê-lo em um arquivo do noticiário nazista Die Deutsche Wochenschau condecorando com medalhas membros da Juventude Hitlerista e em um outro vídeo onde Hitler visitou um hospital que tratava pacientes com o distúrbio. Ganz fez uma audição no estúdio durante meia hora e testou sua voz para o diretor Oliver Hirschbiegel, que aprovou e imediatamente o fixou no papel do ditador.
Alexandra Maria Lara foi escalada como Traudl Junge; para o seu papel, Alexandra recebeu o livro de Junge Bis Zur Letzten Stunde (2002), a qual ela chamou de "tesouro pessoal", para ler durante as filmagens. Antes de ser escalada, ela havia assistido ao documentário Im toten Winkel – Hitlers Sekretärin, de André Heller, que a impressionou e influenciou sua visão sobre Traudl Junge.
Numerosos atores foram escalados nos papéis dos membros do partido nazista e das outras pessoas do bunker; Juliane Köhler, Ulrich Noethen, Ulrich Matthes, Corinna Harfouch, Heino Ferch e Michael Mendl foram escolhidos como Eva Braun, Heinrich Himmler, Joseph Goebbels, Magda Goebbels, Albert Speer e Helmuth Weidling, respectivamente.

### Filmagem e design

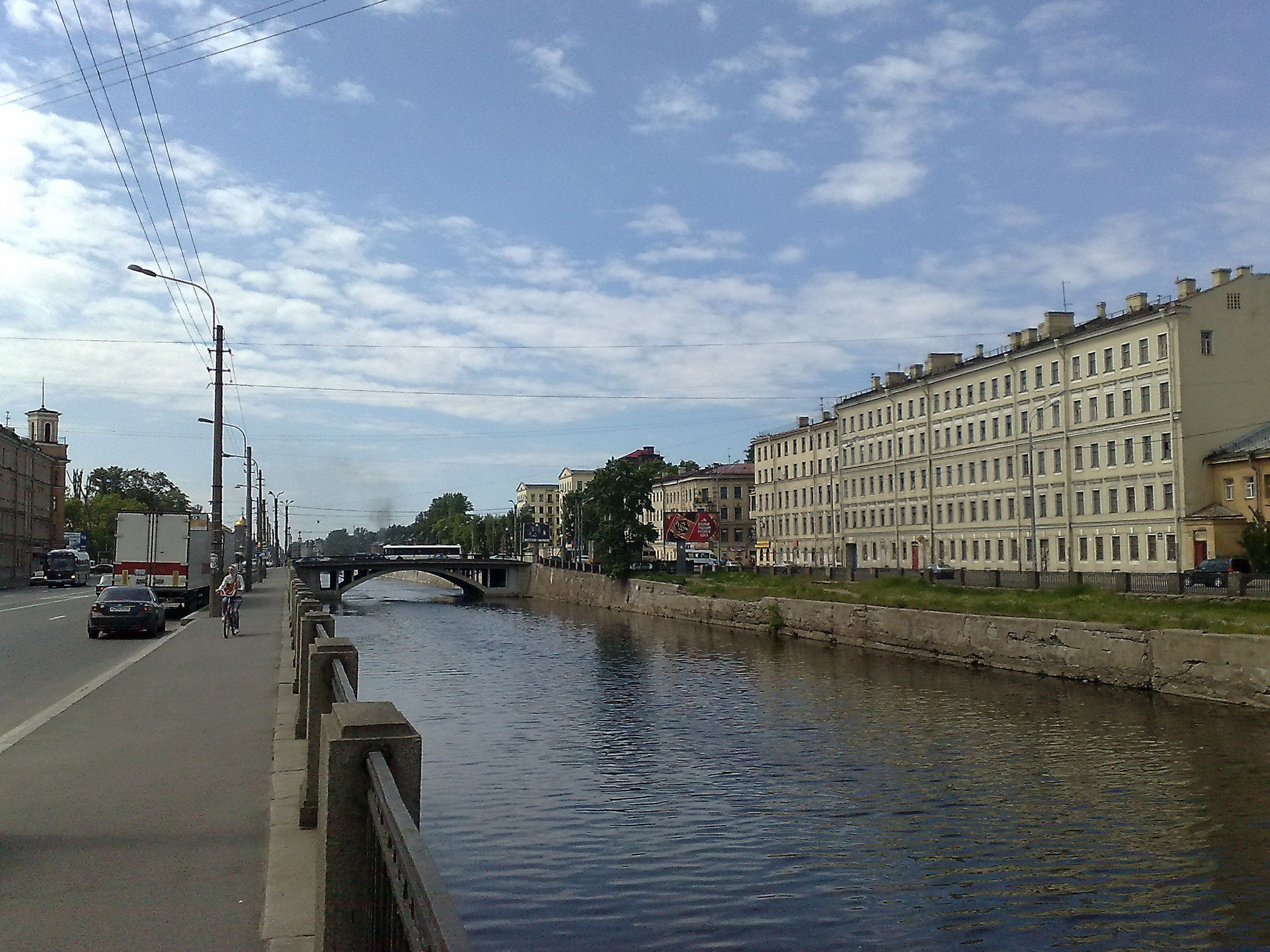
As filmagens ocorreram perto do Canal Obvodny, São Petersburgo, em uma favela do distrito para imitar o cenário de Berlim.

A fotografia principal durou doze semanas, no período de setembro a novembro de 2003, sob o título de trabalho Sunset. Devido o fato do filme ser ambientado principalmente no Führerbunker, Hirschbiegel disse que fez um esforço para reconstruir com precisão a aparência e a atmosfera da Segunda Guerra Mundial através de relatos de testemunhas oculares, memórias de sobreviventes e outras fontes históricas filmando nas cidades de Berlim, Munique e São Petersburgo, na Rússia, onde uma favela do distrito industrial ao longo do Canal Obvodny também foi usada para retratar o cenário histórico em Berlim.
Segundo Alexandra Maria Lara, a atmosfera para os atores durante as filmagens foi intensa, mas deprimente. Seus outros colegas pararam brevemente durante a produção para fazer outras atividades, como jogar futebol, para alegrar seu humor. Ganz também manteve um clima feliz entre suas cenas. Houve um notável interesse pelo filme durante as filmagens que levou a imprensa russa a visitar o set, deixando os produtores desconfortáveis e ocasionalmente apresentando atitudes repulsivas. Yana Bezhanskay, diretora da Globus Film, empresa parceira russa da Constantin Films, levantou a voz para jornalistas russos e disse: "Este é um filme antifascista e em nenhum lugar você vê Hitler com tantos elogios".
O filme foi produzido com um orçamento de 13,5 milhões de euros. O bunker e o Wolfsschanze de Hitler foram reproduzidos nos estúdios da Bavaria Film em Munique pelo designer de produção Bernd Lepel. Uma cena em CGI do Palácio do Reichstag destruído durante a Batalha de Berlim também foi realizada. Hirschbiegel decidiu limitar a quantidade de efeitos digitais para não fazer o design do cenário parecer uma produção animada; ele explicou:
| “ | A única cena totalmente feita em CGI que foi usada no filme foi a do Palácio do Reichstag, pois obviamente não conseguimos reconstruí-lo. Tenho muito orgulho disso, porque se você faz um filme de guerra, você não deve exagerar nos efeitos digitais [...] Senão vai parecer que tudo no filme foi feito para entreter, e isso tira o horror que a guerra basicamente significa. | ” |
|   | — Oliver Hirschbiegel, AboutFilm.com. |   |

## Lançamento

### Teatral
O estúdio que produziu Der Untergang, Constantin Film, inicialmente não conseguiu encontrar um distribuidor na Alemanha devido à reação da imprensa vinda de comentaristas, revistas de cinema e jornais por sua tentativa de mostrar Hitler como "humano demais". O filme foi exibido pela primeira vez no Festival de Cinema de Toronto em 14 de setembro de 2004. O filme foi finalmente lançado pela própria Constantin Film na Alemanha em 16 de setembro de 2004.
O filme estreou em Portugal no dia 21 de abril de 2005;[carece de fontes?] no Brasil o lançamento se deu em 6 de maio daquele ano.

### Doméstico
O filme foi lançado em DVD em agosto de 2005 pela Sony Pictures Home Entertainment. A empresa de home midia americana Shout! Factory lançou uma edição de colecionador no formato Blu-ray em março de 2018, tendo como bônus o making of do filme, entrevistas com elenco e equipe e comentários em áudio do diretor Oliver Hirschbiegel.

## Recepção

### Comercial
Der Untergang vendeu quase meio milhão de ingressos na Alemanha para o fim de semana de abertura e atraiu 4,5 milhões de espectadores nos primeiros três meses. Na América do Norte, o filme arrecadou um total final de US$ 5.509.040, mais US$ 86,671,870 no total mundial, tornando-se o quarto filme de maior bilheteria de 2005. O total final mundial bruto foi de US$ 92.180.910.

### Recepção crítica e prêmios
Em 2005, Der Untergang foi indicado ao Óscar na 77º cerimônia na categoria de melhor filme estrangeiro, mas perdeu para o espanhol Mar Adentro. Der Untergang foi eleito pela BBC Four o melhor filme de linguagem estrangeira do ano de 2005; o filme também ficou em 48º lugar na lista "The 100 Best Films Of World Cinema" da revista Empire em 2010.
O site agregador de críticas Rotten Tomatoes dá uma pontuação de 91% para o filme com base em 138 avaliações e uma média ponderada de 8/10; o consenso crítico do site descreve o filme como "um relato esclarecedor e detalhado dos últimos dias de Hitler". No Metacritic, o filme tem uma pontuação de 82 de 100 baseado em 35 comentários, indicando "aclamação universal".

Eles apenas erraram. Pessoas más não andam por aí com garras como monstros cruéis, mesmo que seja reconfortante pensar assim. Todo mundo inteligente sabe que o mal vem junto com um rosto sorridente.

— Oliver Hirschbiegel em 2015, sobre as críticas em torno do retrato de Hitler como ser humano
O filme foi debatido por críticos e audiências no seu lançamento, embora a interpretação de Hitler por Bruno Ganz fora elogiada. O tablóide alemão Bild perguntou: "Podemos mostrar um monstro como um ser humano?" em seu jornal.
Na descrição do filme de Hitler, David Denby para o The New Yorker disse que Ganz "transformou o ditador em um ser humano plausível". Abordando outros críticos como Denby, o crítico do Chicago Sun-Times, Roger Ebert, disse que o filme não forneceu um retrato adequado das ações de Hitler porque ele sentiu que nenhum filme poderia fazer isso, por mais bom que fosse, e que nenhuma resposta seria suficiente. Ebert disse que Hitler era, na realidade, "o foco de uma revolta espontânea de muitos alemães, alimentada por racismo, xenofobia, grandiosidade e medo".
Hermann Graml, professor de história e ex-ajudante da Luftwaffe, elogiou o filme e disse que não havia visto uma produção "tão insistente e atormentadoramente viva"; Graml disse que o retrato de Hitler foi apresentado corretamente mostrando a vontade de Hitler de "destruir, e seu modo de negar a realidade". Julia Radke do site alemão Zukunft braucht Erinnerung elogiou as atuações do atores no filme e chamando-o de um "kammerspiel sólido", embora o espectador possa perder o interesse ao longo do filme devido a uma falta de concentração na perspectiva narrativa. O autor alemão Jens Jessen disse que o filme "não poderia ter sido mais estúpido" e chamou-o de "uma 'peça' de cinema que não poderia ser encenada de maneira mais dramática"; Jessen também disse que o filme não era tão espetacular quanto a mídia divulgara e que a produção não o despertou o "fascínio mórbido" que a revista Der Spiegel havia notado.
O biógrafo de Hitler, Ian Kershaw, escreveu no The Guardian que o filme tinha enorme poder emotivo, chamando-o de um triunfo e "um maravilhoso drama histórico"; Kershaw também disse que achava difícil imaginar alguém que achasse Hitler uma figura compreensiva em seus últimos dias. Wim Wenders, em uma resenha do jornal alemão Die Zeit, disse que o filme estava ausente de um forte ponto de vista de Hitler, o que o deixou inofensivo, e comparou Der Untergang a Resident Evil: Apocalypse, afirmando que em Resident Evil o espectador saberia qual personagem era o mal. Rochus Misch, que atuou como telefonista e guarda-costas no bunker, chamou o filme de "americanizado" em uma entrevista em 2005 ao comparar o que aconteceu no filme com a realidade; ele afirmou que, embora o filme retratasse os fatos importantes com precisão, exagerou em outros detalhes para efeitos dramáticos, como quando os personagens do filme gritaram durante os bombardeios na Batalha de Berlim, contrariando suas lembranças onde a maioria das pessoas no bunker falaram em cochichos.

## Paródias

A cena no filme que retrata Hitler sentindo raiva depois que Steiner falha em suas ordens se tornou um vídeo viral depois que inúmeras paródias foram postadas na internet.

Der Untergang ficou bastante popular devido a paródias na Internet chamadas "Hitler Rants" inspiradas em uma cena do filme em que Hitler começa a se enfurecer quando finalmente percebe que a guerra está perdida. Nos vídeos, o áudio original em alemão é mantido, mas novas legendas são adicionadas para que Hitler e seus subordinados pareçam estar reagindo a uma questão de retrocesso na política atual, esportes, entretenimento, cultura popular ou vida cotidiana. Outras cenas de várias partes do filme foram parodiadas da mesma forma, incluindo as cenas em que Hitler ordena que Otto Günsche encontre o Gruppenführer da SS Hermann Fegelein, e onde Hitler discute o ataque contra o avanço das forças soviéticas com seus generais.
Em 2010 havia milhares de paródias desse tipo, incluindo muitas em que Hitler está enfurecido com o fato de as pessoas continuarem fazendo paródias de Der Untergang numa espécie de "metaparódia". Vários YouTubers fizeram vídeos de reacts do filme e alguns citaram suas razões para fazer as paródias. Oliver Hirschbiegel falou positivamente sobre essas paródias em uma entrevista de 2010 à New York Magazine, dizendo que muitas delas eram engraçadas e que eram uma extensão adequada do objetivo do filme:
| “ | O objetivo do filme era expulsar essas pessoas terríveis do trono que as transformou em demônios, tornando-as reais e suas ações em realidade. Eu acho que é justo se agora for tomado como parte de nossa história, e usado para quaisquer propósitos que as pessoas gostem. | ” |
|   | — Oliver Hirschbiegel em entrevista à revista New York. |   |

No entanto, a Constantin Film, empresa produtora do filme, tomou uma visão "ambivalente" das paródias e pediu a diversos sites de vídeo para remover muitas delas. Em 21 de abril de 2010 os produtores iniciaram processos visando a remoção dos vídeos parodiando Der Untergang; isso levou a publicação de mais sátiras com a mesma cena de Hitler discutindo com seus oficiais reclamando sobre o fato das paródias terem sido removidas.